# Ґозди (Лодзинське воєводство)
Ґозди (пол. Gozdy) — село в Польщі, у гміні Бжезньо Серадзького повіту Лодзинського воєводства.
Населення — 212 осіб (2011).
У 1975—1998 роках село належало до Серадзького воєводства.

## Демографія
Демографічна структура станом на 31 березня 2011 року:
|          | Загалом | Допрацездатний вік | Працездатний вік | Постпрацездатний вік |
| -------- | ------- | ------------------ | ---------------- | -------------------- |
| Чоловіки | 104     | 28                 | 64               | 12                   |
| Жінки    | 108     | 27                 | 53               | 28                   |
| Разом    | 212     | 55                 | 117              | 40                   |